# Provincia Sisaket
Sisaket sau Si Saket (în thailandeză ศรีสะเกษ) este o provincie (changwat) din Thailanda. Situată în regiunea de Nord-Est, provincia Si Saket are în componența sa 22 districte (amphoe), 206 de sub-districte (tambon) și 2411 de sate (muban). 
Cu o populație de 1.442.241 de locuitori și o suprafață totală de 8.840,0 km2, Si Saket este a 9-a provincie din Thailanda ca mărime după numărul populației și a 21-a după mărimea suprafeței.